# Riccardo De Luca
Riccardo De Luca (ur. 22 marca 1986) – włoski pięcioboista nowoczesny, mistrz świata i mistrz Europy.